# Bernard Witholt

Bernard Witholt (1994)

Bernard Witholt (* 21. Februar 1941 in Den Haag; † 28. Februar 2015 in Zürich) war niederländischer Biochemiker und Professor an der ETH Zürich.

## Leben
Bernard Witholt studierte und promovierte an renommierten amerikanischen Hochschulen. Nach einem Postdoktorat an der University of California, San Diego wurde er als Professor für Biochemie an die Universität Groningen berufen, bevor er im Jahr 1992 an die ETH Zürich kam. Seine Berufung war damals mit der Erwartung verbunden, das Institut für Biotechnologie, dem er lange Jahre vorstand, unter den weltweit führenden biotechnologischen Forschungsinstituten zu etablieren, was ihm zusammen mit seinen Kollegen in der Folge erfolgreich gelang. Im Jahr 2006 wurde er emeritiert und konnte auf eine äußerst erfolgreiche Forschungs- und Lehrtätigkeit zurückblicken.

## Forschung
Bernard Witholt hat die Biotechnologie in zwei Feldern nachhaltig geprägt: Zum einen hat er Grundlagen und Anwendungen für die selektive Biokatalyse mit oxidierenden Enzymen erarbeitet und viele Projekte initiiert, die heute in der Industrie umgesetzt werden. Zum anderen hat er die Herstellung und Anwendung von biologischen Polyestern in Chemie und Medizin vorangetrieben, in der unerschütterlichen Überzeugung, dass die Biologie wunderbare Lösungen für die Probleme unserer Zeit bereithält.

## Mitgliedschaften (Auswahl)
- Träger des Ordens vom Niederländischen Löwen (Ritter) (Ridder in de Orde van de Nederlandse Leeuw)
- Korrespondierendes Mitglied der Königlich Niederländischen Akademie der Wissenschaften (1997)[1]
- Mitglied im Polytechniker Ruderclub Zürich (PRC)